# Іно (Душетський муніципалітет)
Іно (Душетський муніципалітет) (груз. ინო) — село в Грузії.
За даними перепису населення 2014 року в селі проживає 1 особа.